# Beast (serie televisiva)
Beast  è una sitcom della BBC One ambientata in un ambulatorio veterinario. Una commedia di situazione sulle avventure comiche di un veterinario di campagna molto riluttante.

## Trama
Nick che non ama particolarmente gli animali, anzi li odia davvero. Tuttavia lo mettono in costante contatto con le loro proprietarie, per lo più donne, che cerca di corteggiare con offerte stravaganti, purtroppo senza sucesso.

## Episodi
| Stagione         | episodi | Prima TV originale | Prima TV italiana |
| ---------------- | ------- | ------------------ | ----------------- |
| Prima stagione   | 6       | 2000               |                   |
| Seconda stagione | 6       | 2001               |                   |